# Gavrana tricosa
Gavrana tricosa är en stekelart som först beskrevs av Tosquinet 1903.  Gavrana tricosa ingår i släktet Gavrana och familjen brokparasitsteklar. Inga underarter finns listade i Catalogue of Life.